# Octávio Bezerra
Octávio Bezerra (nascido em 1945 no Rio de Janeiro) é um cineasta brasileiro.
Seu primeiro trabalho como diretor foi o curta-metragem A Lenda do Quatipuru, de 1978. Realizou mais alguns curtas até 1987, quando dirigiu seu primeiro longa-metragem, Memória Viva. Depois vieram Uma Avenida Chamada Brasil, em 1989, e O Lado Certo da Vida Errada, em 1996.

## Filmografia
- Atabaque Nzinga (2007)
- O Lado Certo da Vida Errada (1996)
- A Dívida da Vida (1992)
- Uma Avenida Chamada Brasil (1989)
- Memória Viva (1987)
- A Resistência da Lua (1985)
- Amerika (1979)
- A Lenda do Quatipuru (1978)